# المحجر (المحويت)
المحجر هي إحدى قرى الجمهورية اليمنية. وهي تتبع جغرافيًا لمحافظة المحويت. وإداريًا لمديرية شبام كوكبان. يبلغ تعداد سكانها 2224 نسمة حسب الإحصاء الذي جرى عام 2004.